# God Save The Sin
God Save The Sin är ett musikalbum av Mad Sin som släpptes 1996. Count Orlok Records är skivbolaget som gav ut skivan.

## Diskografi
1. Human animal
2. Speak no evil
3. Riot in paradise
4. Ich kann nich' schlafen
5. Naughty little devil
6. Out of my head
7. U.F.O.
8. Misery
9. 50 Miles from nowhere
10. Brainwash factory
11. Dead end
12. Holy vacation
13. Into the valley
14. Loco toxico
15. Social flop
16. Beyond the line

## Bandmedlemmar
- Köfte - Sång
- F.Stein - Gitarr
- Holly - Bas
- Hermann - Trummor